# 1093 Freda
1093 Freda este un asteroid din centura principală, descoperit pe 15 iunie 1925, de Veniamin Jehovski.